# Střední průmyslová škola elektrotechnická Ječná 30
Střední průmyslová škola elektrotechnická Ječná 30 je střední škola sídlící v centru Prahy na Novém Městě v budově bývalé První české reálky.
Podle Ječné ulice, ve které se nachází budova školy, je tato škola také všeobecně známa pod názvem „Ječná“. Je to první průmyslová škola slaboproudé elektrotechniky v Praze, vyučovat začala roku 1949, kdy vznikla jako Vyšší průmyslová škola sdělovací elektrotechniky oddělením slaboproudých oborů od Vyšší průmyslové školy elektrotechnické v Praze 1, Na Příkopě 16.

## Studijní obory
- 26-41-M/01 Elektrotechnika - Aplikace počítačů v automatizaci a robotice
- 26-41-M/01 Elektrotechnika - Elektronické počítačové systémy
- 18-20-M/01 Informační technologie - Programování a aplikace počítačů